# Cave Spring (Georgia)
Cave Spring is een plaats (city) in de Amerikaanse staat Georgia, en valt bestuurlijk gezien onder Floyd County.

## Demografie
Bij de volkstelling in 2000 werd het aantal inwoners vastgesteld op 975.
In 2006 is het aantal inwoners door het United States Census Bureau geschat op 1010, een stijging van 35 (3,6%).

## Geografie
Volgens het United States Census Bureau beslaat de plaats een oppervlakte van
10,4 km², geheel bestaande uit land.

## Plaatsen in de nabije omgeving
De onderstaande figuur toont nabijgelegen plaatsen in een straal van 28 km rond Cave Spring.